# イルマヨキ
イルマヨキ（フィンランド語: Ilmajoki [ˈilmɑˌjoki]、スウェーデン語: Ilmola）はフィンランド、南ポフヤンマー県の自治体。セイナヨキ郡に属し、セイナヨキの南西に位置する。
1516年に教会が設立された。
セイナヨキ空港が所在し、フライビー・ノルディック航空が本社を置いていた。 

## イルマヨキ出身の人物
- アルヴォ・ハーヴィスト（英語版） - レスリングのオリンピックメダリスト
- テロ・ピトカマキ - 陸上競技やり投のオリンピックメダリスト
- マルコ・ユリハンヌクセラ - レスリングのオリンピックメダリスト
- ヤッコ・イルッカ（英語版） - 棍棒戦争（英語版）（1596年-1597年）の指導者